# Rilly-sur-Vienne
Rilly-sur-Vienne és un municipi francès, situat al departament de l'Indre i Loira i a la regió de Centre – Vall del Loira. L'any 2007 tenia 454 habitants.

## Demografia

### Població
El 2007 la població de fet de Rilly-sur-Vienne era de 454 persones. Hi havia 188 famílies, de les quals 48 eren unipersonals (32 homes vivint sols i 16 dones vivint soles), 72 parelles sense fills i 68 parelles amb fills.
La població ha evolucionat segons el següent gràfic:
Habitants censats

### Habitatges
El 2007 hi havia 245 habitatges, 188 eren l'habitatge principal de la família, 33 eren segones residències i 24 estaven desocupats. 240 eren cases i 5 eren apartaments. Dels 188 habitatges principals, 134 estaven ocupats pels seus propietaris, 48 estaven llogats i ocupats pels llogaters i 5 estaven cedits a títol gratuït; 16 tenien dues cambres, 28 en tenien tres, 41 en tenien quatre i 102 en tenien cinc o més. 164 habitatges disposaven pel capbaix d'una plaça de pàrquing. A 78 habitatges hi havia un automòbil i a 96 n'hi havia dos o més.

### Piràmide de població
La piràmide de població per edats i sexe el 2009 era:
| Homes | Edats   | Dones |
| ----- | ------- | ----- |
| 0     | 95 o +  | 0     |
| 4     | 90 a 94 | 0     |
| 0     | 85 a 89 | 4     |
| 4     | 80 a 84 | 0     |
| 28    | 75 a 79 | 12    |
| 12    | 70 a 74 | 24    |
| 4     | 65 a 69 | 16    |
| 12    | 60 a 64 | 8     |
| 12    | 55 a 59 | 8     |
| 16    | 50 a 54 | 8     |
| 20    | 45 a 49 | 20    |
| 8     | 40 a 44 | 20    |
| 20    | 35 a 39 | 8     |
| 4     | 30 a 34 | 8     |
| 4     | 25 a 29 | 8     |
| 12    | 20 a 24 | 8     |
| 8     | 15 a 19 | 16    |
| 8     | 10 a 14 | 8     |
| 12    | 5 a 9   | 16    |
| 8     | 0 a 4   | 4     |

## Economia
El 2007 la població en edat de treballar era de 264 persones, 208 eren actives i 56 eren inactives. De les 208 persones actives 183 estaven ocupades (100 homes i 83 dones) i 25 estaven aturades (12 homes i 13 dones). De les 56 persones inactives 19 estaven jubilades, 16 estaven estudiant i 21 estaven classificades com a «altres inactius».

### Ingressos
El 2009 a Rilly-sur-Vienne hi havia 191 unitats fiscals que integraven 460,5 persones, la mediana anual d'ingressos fiscals per persona era de 15.460 €.

### Activitats econòmiques
Dels 15 establiments que hi havia el 2007, 1 era d'una empresa extractiva, 1 d'una empresa alimentària, 1 d'una empresa de fabricació d'altres productes industrials, 4 d'empreses de construcció, 1 d'una empresa de comerç i reparació d'automòbils, 2 d'empreses de transport, 1 d'una empresa d'hostatgeria i restauració, 1 d'una empresa immobiliària, 1 d'una empresa de serveis i 2 d'empreses classificades com a «altres activitats de serveis».
Dels 4 establiments de servei als particulars que hi havia el 2009, 2 eren paletes, 1 fusteria i 1 restaurant.
L'any 2000 a Rilly-sur-Vienne hi havia 24 explotacions agrícoles que ocupaven un total de 1.248 hectàrees.

## Equipaments sanitaris i escolars
El 2009 hi havia una escola elemental integrada dins d'un grup escolar amb les comunes properes formant una escola dispersa.

## Poblacions més properes
El següent diagrama mostra les poblacions més properes.